# حياة بلا توتر (كتاب)
حياة لا توتر هو كتاب للدكتور إبراهيم الفقي، يرى الكاتب أن السعادة قرار فإذا أراد الشخص أن يكون سعيدا فعليه أن يقرِّر ذلك فالسعادة بين يديه وهي لا تعتمد على وضع مادي أو مستوى معيشي.

## نبذة مختصرة حول الكتاب
يركّز إبراهيم الفقي في الكتاب على أن سعادة الإنسان ترتبط بقدرته على التحكم بشعوره وتقديره للأمور من حوله، وأن التحكم بالنفس والسيطرة عليها هو أحد أنواع القيادة المهمة لكل إنسان، ودائمًا ما يبين إبراهيم الفقي أن السعادة الحقيقية تكون في حب الله تعالى، ويذكر للقارئ أضرار التوتر على جسم الإنسان وعقله وتفكيره، ويقترح علاجًا للتوتر في الحياة وهو الاستعاذة بالله التي تبعد عن الإنسان كلّ الوساوس والمخاوف.

## انظر ايضآ
إبراهيم الفقي